# 洲湖闽赣省财政部旧址
洲湖闽赣省财政部旧址是一处近现代重要史迹及代表性建筑，位于江西省抚州市黎川县华山镇洲湖村。2018年3月9号，公布为第六批江西省文物保护单位，编号6-5-232。